# Маріана Очоа
Маріана Очоа (ісп. Mariana Yolanda Ochoa Reyes; нар. 19 лютого 1979, Мехіко) — мексиканська співачка та акторка. Вона відома з музичної групи Onda Vaselina. Як акторка відома переважно за мильними операми.

## Вибіркова фільмографія
- Шанс китайця (фільм) (2008)

## Фотомодель
У 2005 році Маріану запрошують бути фотомоделлю в рамках MTV Fashionista.
19 лютого 2009 року Маріана Очоа знялася повністю оголеною для чоловічого журналу H Extremo.